# Montoison
Montoison – miejscowość i gmina we Francji, w regionie Owernia-Rodan-Alpy, w departamencie Drôme.
Według danych na rok 1990 gminę zamieszkiwały 1222 osoby, a gęstość zaludnienia wynosiła 76 osób/km² (wśród 2880 gmin regionu Rodan-Alpy Montoison plasuje się na 678. miejscu pod względem liczby ludności, natomiast pod względem powierzchni na miejscu 707.).